# Wars and Rumors of Wars
Wars and Rumors of Wars (с англ. — «Войны и военные слухи») — третий полноформатный студийный альбом американской христкор-группы The Chariot, выпущенный 5 мая 2009 года на лейбле Solid State Records и спродюсированный Мэттом Голдманом в его домашней студии Glow in the Dark Studios. Это единственный альбом, в записи которого участвовали гитаристы Брайан Рассел Тейлор и Дэн Воки, таким образом вокалист Джош Скогин остался единственный участником оригинального состава The Chariot.
На песни "Evolve: " и «Daggers» были сняты видеоклипы.

## Об альбоме
Название альбома было взято из Нового Завета, а именно из Евангелие от Матфея:

Также услышите о войнах и о военных слухах. Смотрите, не ужасайтесь, ибо надлежит всему тому быть, но это ещё не конец: 
ибо восстанет народ на народ, и царство на царство; и будут глады, моры и землетрясения по местам; 
всё же это — начало болезней.— Мф.24:6-13
Джош Скогин также пояснил, что речь идёт о внутренних конфликтах, которые испытывают люди, а не о настоящих войнах.
Тексты песен в альбоме сформировались после потери члена семьи, а именно отца Джоша: 

…всего год прошёл как не стало моего отца. И я ненавижу говорить об этом, потому что песни на альбоме звучат, как говорят, намного мрачнее, чем на предыдущих записях, но это только из-за того, что они очень личные для меня.
Название песен в альбоме выполнено достаточно интересным способом; если скрестить первую и последнюю букву каждой песни в альбоме, и составить это в предложение, то получится следующее — «The end is nigh and so am I» (с англ. — «Конец близок, и я тоже»).

## Выпуск
По мимо всего прочего Wars and Rumors of Wars уникален тем, что первые 25,000 дисков были подписаны, пронумерованы и проштампованы вручную участниками группы. По их заявлениям, это было сделано для того, что бы сделать альбом более личным. Аналогичным образом, первые 300 были окрашены в красный цвет для специального предварительного заказа. Участники группы заявили, что это было сделано, потому что они чувствовали, что компакт-диски становятся слишком безличными, а это означает, что группы теперь не имеют большого отношения к компакт-диску после завершения записи, поскольку художественное оформление будет создано кем-то другим, а затем вся обложка будет отправляться на принтер.
26 марта 2009 года, на YouTube-канал лейбла Solid State было выложено видео, где к участникам группы приехали коробки с пустыми диджипаками. В видео можно было увидеть процесс ручного штампа участниками группы, например, нумерацию первых изданий, окрашенных в красный цвет. 5 мая на том же канале выходит вторая часть того видео, где были показаны неудачные штампы и различные шутки от группы. Так например на одном диске красного издания было очень много чернил, и была надпись маркером «whoops… to much ink». Также был момент, где «красное издание» случайно было пронумеровано как 304-е. 9 мая вышло видео, где все альбомы были пронумерованы.
Помимо чёрного и красного варианта альбома, также существует и вариант в синем цвете, но о нём каких-либо упоминаний в видео с штамповкой не было. Точно неизвестно, какое количество изданий вышло в синем цвете.
В ноябре 2021 года был анонсирован выпуск альбома на виниле весной-летом 2022 года. Наконец, в июне винил поступил в продажу. Купить его можно было через веб-сайт лейбла Solid State.

## Продвижение
В поддержку альбома летом 2009 года группа выступила на фестивале Scream the Prayer Tour наряду с такими группами, как Haste the Day, Sleeping Giant, Oh, Sleeper и Progect 86. Позже, начиная с конца ноября месяца, The Chariot и остальные группы (в числе которых были также Horse the Band) выступили на общенациональном фестивале Explosions 2009 Tour, в поддержку группы Norma Jean возглавлявшие этот тур.

## Приём
Альбом дебютировал под номером 112 в американском чарте Billboard 200, тем самым альбом стал единственным релизом в дискографии группы, которая добилась самой высокой позиции в чартах. Альбом был очень хорошо воспринят музыкальными критиками.

## Список композиций
Автор текстов песен — Джош Скогин, композиторы — The Chariot.
| №                   | Название                       | Длительность |
| ------------------- | ------------------------------ | ------------ |
| 1.                  | «Teach:»                       | 2:53         |
| 2.                  | «Evolve:»                      | 2:59         |
| 3.                  | «Need:»                        | 1:55         |
| 4.                  | «Impress.»                     | 2:12         |
| 5.                  | «Never I»                      | 3:28         |
| 6.                  | «Giveth»                       | 3:29         |
| 7.                  | «Abandon.»                     | 3:01         |
| 8.                  | «Daggers»                      | 3:43         |
| 9.                  | «Oversea»                      | 0:44         |
| 10.                 | «Mrs. Montgomery Alabama III.» | 6:00         |
| Общая длительность: | Общая длительность:            | 30:18        |

## Участники записи
| The Chariot - Джош Скогин — вокал - Брайан Рассел Тейлор — соло-гитара - Дэн Воки — бэк-вокал, ритм-гитара - Джон «KC Wolf» Киндлер — бэк-вокал, бас-гитара - Дэвид Кеннеди — барабаны | Производственный персонал - Мэтт Голдман — продюсер, звукорежиссёр, микширование - Райан Кларк — арт-дизайн - Джонатан Данн — A&R-менеджер - Трой Глисснер — мастеринг |